# Койбалска степ
Койба̀лската степ (на руски: Койбальская степь) е степ в източната част на Република Хакасия, заемаща южната част на Минусинската котловина.
Разположена е между река Енисей на изток и нейния ляв приток Абакан на северозапад и склоновете на Джебашкия хребет на юг. Релефът представлява наклонена на север вълниста равнина с преобладаваща височина 300 – 400 m с многочислени безотточни малки падини, част от които са заети от солени езера. На места се издигат отделни височини до 500 – 600 m. Почти цялия регион се използва за земеделски нужди, а там където няма разорани участъци е разположена полино-коилова степ върху кафяви почви.

## Топографски карти
- Топографска карта N-46; М 1:1 000 000[2]